# آلپر تورستوک
آلپر تورستوک (به لاتین: Alpler Torstock) یک کوه در سوئیس است که در کانتون آوری واقع شده‌است. آلپر تورستوک ۲٬۶۲۲ متر بالاتر از سطح دریا واقع شده‌است.